# Zlatan Alomerović
Zlatan Alomerović (serbisch-kyrillisch Златан Аломеровић;* 15. Juni 1991 in Prijepolje) ist ein serbisch-deutscher Fußballtorhüter, der seit dem 1. Juli 2024 beim zyprischen Erstligisten AEK Larnaka unter Vertrag steht.

## Kindheit
Zlatan Alomerović wurde in der damaligen jugoslawischen Stadt Prijepolje, die heute in Serbien liegt, geboren. Er kam 1999 im Alter von acht Jahren mit seiner Familie ins Ruhrgebiet und wuchs dort auf.

## Karriere
Nach seiner Einwanderung meldete Alomerović sich beim TuS Heven an. Danach spielte er für jeweils ein Jahr beim SV Bommern 05, dem SV Herbede und dem FSV Witten. Im Jahr 2006 wechselte er zur Jugendabteilung von Borussia Dortmund. Dort spielte er in seiner letzten A-Jugend-Spielzeit in der A-Junioren-Bundesliga West.
In der Saison 2010/11 rückte Alomerović in die zweite Mannschaft auf, die damals in der viertklassigen Regionalliga spielte. Doch in der U23 gab es für ihn kein Vorbeikommen am Stammtorwart Johannes Focher. Zwar stand er kurz vor einem Einsatz gegen die zweite Mannschaft des Erzrivalen FC Schalke 04, doch er verletzte sich am Sprunggelenk und musste passen. Am 19. März 2011 absolvierte er sein einziges Spiel in der Saison 2010/11 beim 2:2 gegen die zweite Mannschaft von Fortuna Düsseldorf. In der Saison 2011/12 nahm der neue Trainer David Wagner einige Systemänderungen vor, darunter auch einen Torwartwechsel nach jedem zweiten Spiel. So kam Alomerović zu seinem Spiel gegen Schalke 04 beim 4:0-Auswärtssieg. Am Ende der Saison stieg die U23 in die 3. Liga auf, nachdem die Sportfreunde Lotte einen zwischenzeitlichen 14-Punkte-Vorsprung verspielt hatten.
Im April 2012 erhielt Alomerović einen Profivertrag und wurde hinter Roman Weidenfeller und Mitchell Langerak zusätzlich dritter Torhüter der Profis. In der Saisonvorbereitung, die er bei den Profis verbrachte, brach er sich das Nasenbein bei einem Zweikampf mit Neven Subotić. Am 21. Juli 2012 absolvierte er bei der 0:2-Auftaktniederlage beim VfL Osnabrück sein Debüt in der 3. Liga. Am 18. Mai 2013 gelang ihm mit seiner Mannschaft ein 1:0-Auswärtssieg beim VfB Stuttgart II; dadurch sicherte die U23 am 38. und letzten Spieltag den Klassenerhalt in der 3. Liga. Insgesamt spielte Alomerović 96 Dritt- und 16 Regionalligapartien für den BVB. Für die Profis kam er als dritter Torhüter nicht zum Einsatz.
Zur Saison 2015/16 wechselte Alomerović in die 2. Bundesliga zum 1. FC Kaiserslautern. Er unterschrieb bei den Roten Teufeln einen Zweijahresvertrag bis zum 30. Juni 2017. Mangels einer sportlichen Perspektive wurde Alomerović im Sommer 2016 aus dem Profikader „aussortiert“ und mit weiteren Spielern, die der FCK ebenfalls abgeben wollte, zur U23 versetzt. Am 31. August 2016 löste er seinen Vertrag auf.
Am 8. Juli 2017 verpflichtete der polnische Erstligist Korona Kielce den vereinslosen Alomerovic. Bei Kielce unterschrieb er einen Zweijahresvertrag bis zum 30. Juni 2019. Doch schon ein Jahr später wechselte er weiter zu Lechia Gdańsk und konnte mit dem Verein 2019 den polnischen Pokal sowie den Supercup gewinnen. In der Winterpause der Saison 2021/22 nahm ihn dann der Ligarivale Jagiellonia Białystok unter Vertrag.
Im Sommer 2024 wechselte Alomerović zu AEK Larnaka in die zyprische First Division.

## Titel und Erfolge
- Meister der Regionalliga West 2011/12
- Aufstieg in die 3. Liga 2012
- Polnischer Pokalsieger: 2019
- Polnischer Meister: 2024

## Bemerkenswertes
Zlatan Alomerović besitzt sowohl die deutsche als auch die serbische Staatsbürgerschaft. Erstere hat er auch dank der Unterstützung des BVB.